# Knocking on Heaven's Door (película)
Knocking on Heaven's Door es una película romántica musical nigeriana de 2014 escrita por Vivian Chiji, producida por Emem Isong y dirigida por Desmond Elliot, protagonizada por Majid Michel, Adesua Etomi y Blossom Chukwujekwu. Se estrenó el 18 de abril de 2014 en Isla Victoria, Lagos.

## Sinopsis
La película sigue a Debbie (Adesua Etomi) y Moses (Blossom Chukwujekwu) un matrimonio, aparentemente perfecto, que guarda algunos secretos.

## Elenco
- Majid Michel como Thomas Da'Costa (Tom)
- Adesua Etomi como Debbie
- Blossom Chukwujekwu como Moses
- Ini Edo como Brenda
- Robert Peters como pastor
- Lelee Byoma como Wunmi
- Steve 'Yaw' Onu como Yaw (participación como invitado)

## Banda sonora

### Lista de canciones
- "There's Power"
- "Ose i e" - Ranti Ihimoyan
- "Help is on the Way" - Evaezi
- "Gbo Ohun" - Evaezi
- "Kabi O Osi" - Evaezi
- "My God Do Well" - Evaezi
- "I Will Hold on to Your Word" - Evaezi
- I Need You Now" - Ranti Ihimoyan, Evaezi, Ochuko Ogbu-sifo
- "Jesus Loves Me" -
- "I Am Free" - Evaezi, Pita
- "What They Say You Are" - Pita
- "Stand By Me" - George Nathaniel
- "Speak to Me" - George Nathaniel